# Сурков, Михаил Семёнович
Михаи́л Семёнович Сурко́в (род. 2 декабря 1945) — российский государственный и политический деятель. Депутат Государственной Думы второго созыва (1995—1999), член фракции КПРФ. Занимал посты народного депутата СССР (1989—1991), члена Политбюро ЦК КПСС (1991), члена президиума ЦК (ЦИК) КПРФ в 1993—1997 гг., секретаря ЦК КПРФ в 1997—2000 гг., аудитора Счётной палаты Российской Федерации (2000—2007).

## Биография
В ноябре 1960 года начал работать учеником слесаря. С 1965 года служил в рядах вооружённых сил. В 1977 году окончил Военно-политическую академию им. В. И. Ленина. Служил в Ленинградском, Московском и Закавказском военных округах. Начальник политотдела общевойсковой армии (1988—1990). С ноября 1990 года — ответственный секретарь партийной комиссии при Главном политическом управлении Советской армии и ВМФ. В 1990—1991 годах — секретарь Всеармейского парткома КПСС.
В 1989—1991 годах — народный депутат СССР. Был избран по национально-территориальному округу № 396 Армянской ССР. Входил в Депутатскую группу коммунистов, депутатские группы «Отечество» и «Союз». Член КПСС с 1968 года. С июля 1990 года — член ЦК КПСС, с 25 апреля по 23 августа 1991 года — член Политбюро ЦК КПСС. Делегат XXVIII съезда КПСС и XIX всесоюзной конференции КПСС.
Член ЦК (ЦИК) КПРФ с 1993 года, член президиума ЦК (ЦИК) КПРФ с 20 марта 1993 года по 20 апреля 1997 года, на IV съезде КПРФ 20 апреля 1997 года избран секретарём ЦК КПРФ, проработал в этом качестве до 3 декабря 2000 года.
В 1995 году избран депутатом Государственной Думы второго созыва по общефедеральному округу. Вошёл в состав фракции КПРФ. Был заместителем председателя комитета по обороне. Являлся одним из разработчиков федеральных законов: «О военной службе и воинской обязанности», «Об обороне»; законопроектов «Об альтернативной гражданской службе», «О материальной ответственности военнослужащих» и других.
В сентябре 1999 года сложил депутатские полномочия в связи с назначением на должность руководителя аппарата Счётной палаты Российской Федерации. В 2000 году по предложению фракции КПРФ в Госдуме назначен аудитором Счётной палаты. Мандат перешел Ивану Мучаеву.
Возглавил направление по контролю расходов федерального бюджета на МВД России, МЧС России, ФПС России. Освобождён от должности досрочно 18 февраля 2005 года. 18 марта 2005 года повторно назначен аудитором по предложению фракции КПРФ. В 2007 году досрочно освобождён Госдумой от должности аудитора по собственному желанию в связи с состоянием здоровья. Его место занял бывший главный государственный регистратор Сергей Мовчан.
С 2008 года — председатель совета директоров «Межрегионального инвестиционного банка».
По состоянию на июль 2012 года являлся вице-президентом компании ЗАО НПК «Геотехнология», а также председателем совета директоров ЗАО «Приморзолото».

## Награды и звания
Генерал-лейтенант в отставке. Награждён тремя орденами, десятью медалями. Доктор экономических наук, профессор (тема диссертации «Военно-экономическая безопасность России в условиях возрастания угроз техногенного характера»). Автор ряда публикаций по проблемам национальной безопасности России.